# Poro nuclear

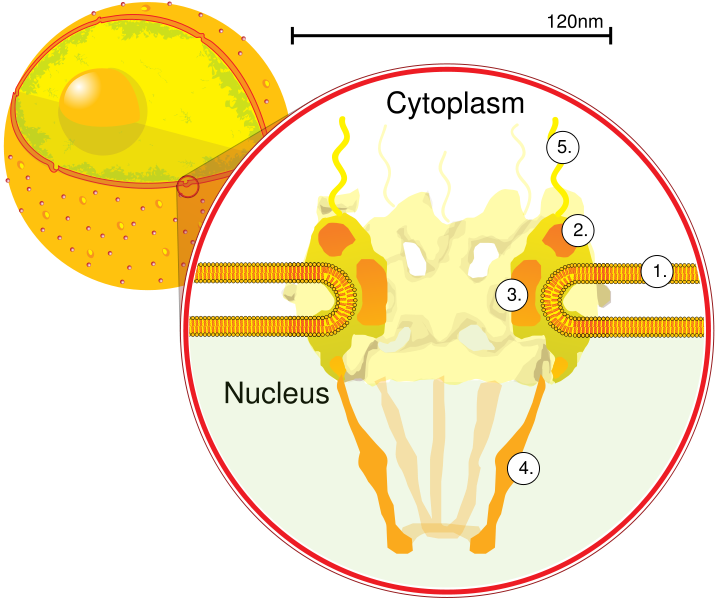
Poro nuclear como complejo molecular (a la derecha en amarillo). Corte y vista lateral. 1= Envoltura nuclear.

Los poros nucleares o complejos de poro nuclear (NPC en inglés) son grandes agrupamientos de proteínas, que atraviesan la envoltura nuclear (EN), la doble membrana que rodea al núcleo celular de los eucariontes. 
Cada poro es un conjunto supra-macromolecular, compuesto de múltiples copias de 30  proteínas diferentes, dando un total de 500-800 nucleoporinas por poro con una masa molecular aproximada de 100 megadaltons (MDa).

Su composición y tamaño pueden variar entre eucariotas, pero su estructura y función general, parecen estar conservadas en las diferentes especies.
 
Hay cerca de 4000 complejos de poro nuclear, en la envoltura nuclear de la célula de un vertebrado, pero su número varía dependiendo del tipo de célula. 
El complejo del poro nuclear (CPN) es la puerta del núcleo y todas las moléculas deben atravesarla para transitar del núcleo al citoplasma y viceversa.

La EN y los CPN regulan el transporte y también son reguladores relevantes de la organización de la cromatina y de la expresión de los genes. 

## Características
Los poros nucleares son enormes complejos macromoleculares activos y no simples orificios pasivos en la envoltura nuclear.

El concepto de complejo del poro nuclear (CPN) (Nuclear Pore Complex NPC en inglés) surgió en el último cuarto del siglo XX, con la llegada de métodos de estudio ultraestructurales y bioquímicos capaces de resolver estas estructuras en el nivel molecular.

### Número

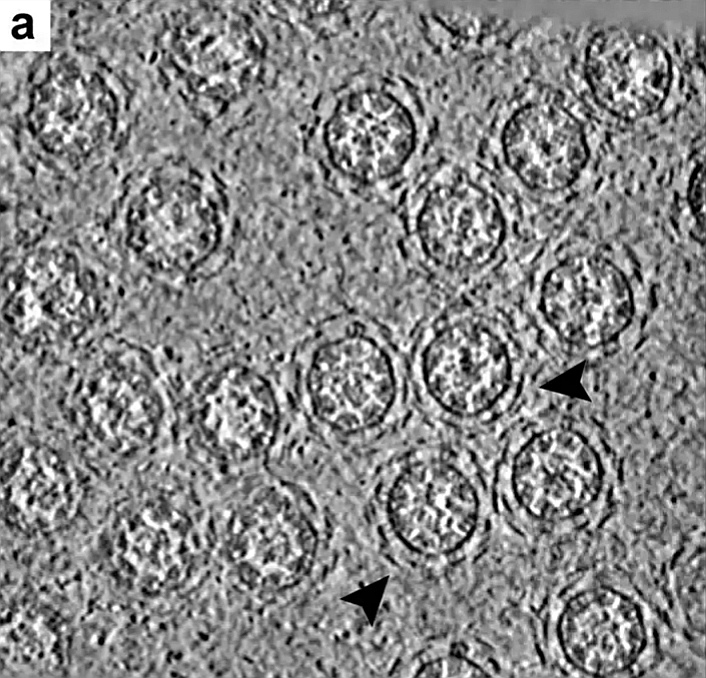
Poros Nucleares sobre la Envoltura nuclear. Xenopus.

El número y la densidad de los poros nucleares (complejos CPN) varía entre los distintos tipos de células y dentro del ciclo de vida de cada una de ellas.

En vertebrados se puede tomar un estimado de 11 poros por micrómetro cuadrado (µm²) como promedio, en su envoltura nuclear (EN). La extrapolación para toda la superficie de la envoltura del núcleo, daría un total de 2000-4000 complejos CPN por núcleo.

Las levaduras, en promedio apenas superan los 200 complejos por cada µm² de su EN. 

El número de poros nucleares (CPN) aumenta durante el ciclo celular y en respuesta a la estimulación hormonal. En el ovocito de Xenopus, el número total de complejos NPC aumenta con el estadio de maduración, de 1,2 × 107 en estadio II hasta 3 × 107 en el estadio VI.

Las células que proliferan, como los embriones o los tumores, tienen una alta densidad de poros nucleares.

### Estructura
Los poros nucleares son estructuras proteicas, incrustadas en la doble membrana de la envoltura nuclear. El anillo del complejo del poro nuclear (CPN), consta de dos componentes: 
el componente externo del CPN
está ubicado en la cisterna perinuclear, en íntima asociación con la membranas nuclear interna y nuclear externa que limitan el poro. 
el componente interno del CPN
es la estructura central del CPN con aspecto esquemático de 'rueda de carreta', 'rosquilla' o 'rueca octogonal', está conformada por proteínas nucleoporinas con un peso molecular total de 50-60 megadaltons (MDa). Consta de ocho radios, dispuestos alrededor del canal central, que sirve como conducto para el transporte de macromoléculas.

| Organismo | Tamaño     | Peso        | Investigador    |
| --------- | ---------- | ----------- | --------------- |
| Levadura  | 102-128 nm | 60-66 MDa   | Fahrenkrog 2011 |
| Xenopus   | 120-150 nm | 110-125 MDa | Cohen 2012      |
| Humano    | ~140 nm    | ~110 MDa    | Lin 2019        |

El complejo del poro mide unos 100-150 nm de diámetro, con unos 40 nm de diámetro interno útil, y 50-70 nm de altura.
Las membranas nuclear externa y nuclear interna de la envoltura nuclear se unen por el dominio de membrana donde se aloja el CPN. Los anillos externo o anillo citoplasmático del CPN, y el anillo interno o anillo nuclear, están ubicados en el espacio perinuclear en íntima asociación con la membrana nuclear que limita el poro.
El CPN es un conjunto supra-macromolecular, compuesto de múltiples copias de 30 familias de proteínas diferentes, con un total de 456 nucleoporinas (Nups).

### Nucleoporinas

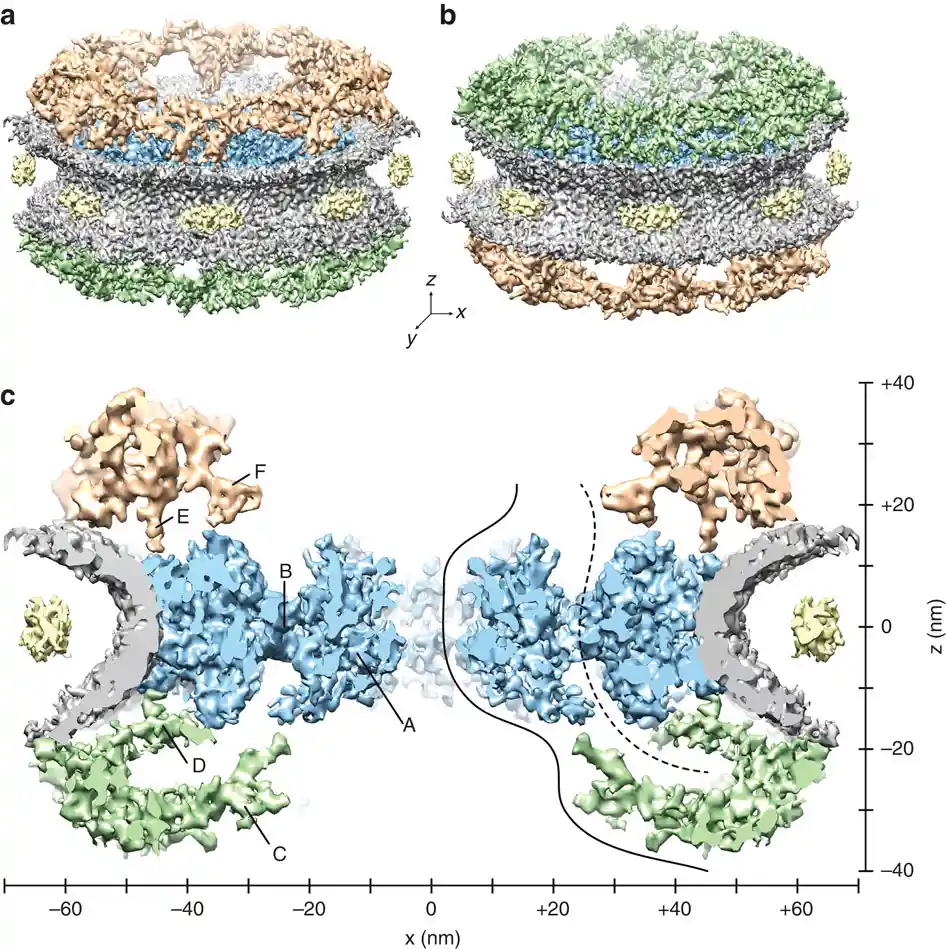
Poro nuclear, estructura molecular.
Anillo Citoplasmático del Poro (CPR), se muestra en color dorado. Xenopus.

Las proteínas que forman los complejos de poro nucleares son conocidas como nucleoporinas (Nups). 
El CPN es un conjunto supra-macromolecular, compuesto de múltiples copias de 30 nucleoporinas diferentes, siendo ~500 Nups en total, 800 en los mamíferos.
Cerca de la mitad de las nucleoporinas contienen comúnmente una estructura terciaria alfa solenoide o beta hélice, o en algunos casos ambas como dominios proteicos separados. La otra mitad muestra características estructurales típicas de proteínas "nativamente no dobladas", por ejemplo son proteínas altamente flexibles que carecen de estructura secundaria ordenada. Estas proteínas desordenadas son las nucleoporinas FG, llamadas así por su secuencia aminoacídica que contiene varias repeticiones del péptido fenilalanina-glicina

## Función
El complejo del poro nuclear CPN (NPC en inglés) es la compuerta del núcleo y  todas las macromoléculas deben atravesarlo para transitar del núcleo al citoplasma y viceversa.

Los poros nucleares permiten el transporte de moléculas solubles en agua a través de la doble membrana de la envoltura nuclear. Este transporte incluye el movimiento de ARN y ARN ribosómico desde el núcleo al citoplasma, y el movimiento de proteínas como polimerasas y laminas, además de carbohidratos, moléculas de señal y lípidos hacia el núcleo.

Se ha calculado, que el complejo de poro nuclear CPN o (NPC en inglés) puede conducir activamente 1000 translocaciones por segundo en cada complejo. 
Las moléculas pequeñas, como los metabolitos y los iones, pasan libremente a través de los NPC. La difusión de las moléculas más grandes, está restringida por sus  tamaños y propiedades superficiales. La importación y exportación nuclear de macromoléculas, requiere de receptores de transporte nuclear (NTR en inglés) que atraviesan los NPC mediante la difusión facilitada.
Aunque las moléculas pequeñas pasan por difusión simple a través de los poros, las moléculas de mayor tamaño pueden ser reconocidas mediante secuencias de señal específicas y luego difundidas con la ayuda de las nucleoporinas hacia o desde el núcleo. Esto es conocido como el ciclo RAN. Cada una de las ocho subunidades proteicas que rodean el poro verdadero (el anillo externo) proyecta una proteína con forma de radio hacía el canal del poro. El centro del poro muchas veces parece que tuviera una estructura parecida a un tapón. Aun no se sabe si esto corresponde a un tapón verdadero o es simplemente carga atrapada durante el tránsito.

## Transporte a través del complejo de poro nuclear
Las partículas pequeñas (<50 kDa) son capaces de pasar a través del complejo de poro nuclear mediante difusión pasiva. También pueden pasar partículas más grandes a través del diámetro grande del poro, pero a tasas casi insignificantes  El paso eficiente a través del complejo requiere varios factores proteicos. La sencillez del transporte por los poros nucleares es facilitada por receptores en los dominios FG llamados Carioferinas, los cuales son requeridos para el transporte núcleo-citoplásmico de moléculas mayores a 40 kDa. En la ausencia de estos receptores, abreviados Kaps, los dominios FG imponen una barrera física que impide el paso de macromoléculas a través del poro nuclear. Las carioferinas, las cuales pueden actuar como importinas o exportinas, son parte de la super familia de la importina -β las que comparten en su totalidad una estructura tridimensional similar.
Han sido sugeridos tres modelos para explicar los mecanismos de translocación:
- Gradientes de afinidad a través del tapón (plug) central.
- Afinidad browniana de apertura.
- Fase selectiva.

### Importación de proteínas solubles
Cualquier partícula que porte una señal de localización nuclear (NLS) será dirigida por el rápido y eficiente transporte a través del poro. Muchas señales de localización nuclear son conocidas, generalmente contienen una secuencia de aminoácidos conservada con residuos básicos tales como PKKKRKV. Cualquier material con una señal de localización nuclear será llevada por las importinas hacia el núcleo.
El esquema clásico para la importación de partículas con señal de localización nuclear comienza primero con la α-importina uniéndose a la secuencia de la señal de localización nuclear, y actúa como un puente para unir la β-importina. Luego el complejo carga-βimportina—αimportina es dirigida hacia el poro nuclear y difunde a través de él. Una vez que el complejo está en el núcleo, se une RanGTP a la βimportina y la desplaza del complejo. Luego la proteína de suceptibilidad de apoptosis celular (CAS), una exportina que está unida a RanGTP en el núcleo, separa la α-importina de la carga. La proteína de señal de localización nuclear se encuentra de esta manera libre en el nucleoplasma. Los complejos βimportina-RanGTP e αimportina-CAS-RanGTP difunden de vuelta hacia el citoplasma donde los GTPs son hidrolizados a GDP llevando a la liberación de βimportina y αimportina que vuelve a estar disponible para una nueva importación de proteínas de señal de localización nuclear.
Aunque la carga pase a través del poro con la asistencia de proteínas chaperonas, la translocación a través del poro no es por sí misma dependiente de energía. Sin embargo, el ciclo completo de importación necesita la hidrólisis de 2 GTPs y por lo tanto es energía dependiente y tiene que ser considerada como transporte activo. El ciclo de importación funciona gracias al gradiente de RanGTP núcleo-citoplasmático. Este gradiente surge de la localización nuclear exclusiva de RanGEFs, proteínas que cambian GDP a GTP en moléculas Ran. Por lo tanto hay una concentración elevada de RanGTP en el núcleo comparada con el citoplasma.

### Exportación de proteínas
Algunas moléculas nucleares necesitan ser exportadas desde el núcleo al citoplasma, como las subunidades ribosomales y ARNs mensajeros. Por lo tanto hay un mecanismo de exportación similar al de importación.
En el esquema clásico de exportación, las proteínas con una secuencia de exportación nuclear (NES) se pueden unir en el núcleo para formar un complejo heterotrimérico con una exportina y RanGTP (por ejemplo la exportina CRM1). El complejo puede difundir al citoplasma donde el GTP es hidrolizado y la proteína de secuencia de exportación nuclear es liberada. El complejo CRM1-RanGDP difunde de vuelta hacia el núcleo donde el GDP es cambiado a GTP por las RanGEFs. Este proceso también es dependiente de energía ya que consume GTP. La exportación con CRM1 puede ser inhibida por la leptomicina C.